# Sittensen
Sittensen – miejscowość i gmina w północnych Niemczech, w kraju związkowym Dolna Saksonia, w powiecie Rotenburg (Wümme), siedziba gminy zbiorowej Sittensen.

## Położenie
Gmina położona jest ok. 45 km na południowy wschód od Hamburga po obu stronach autostrady A1 Brema-Hamburg.

## Gospodarka
Dominującą rolę w przemyśle odgrywa przetwórstwo rolno-spożywcze.

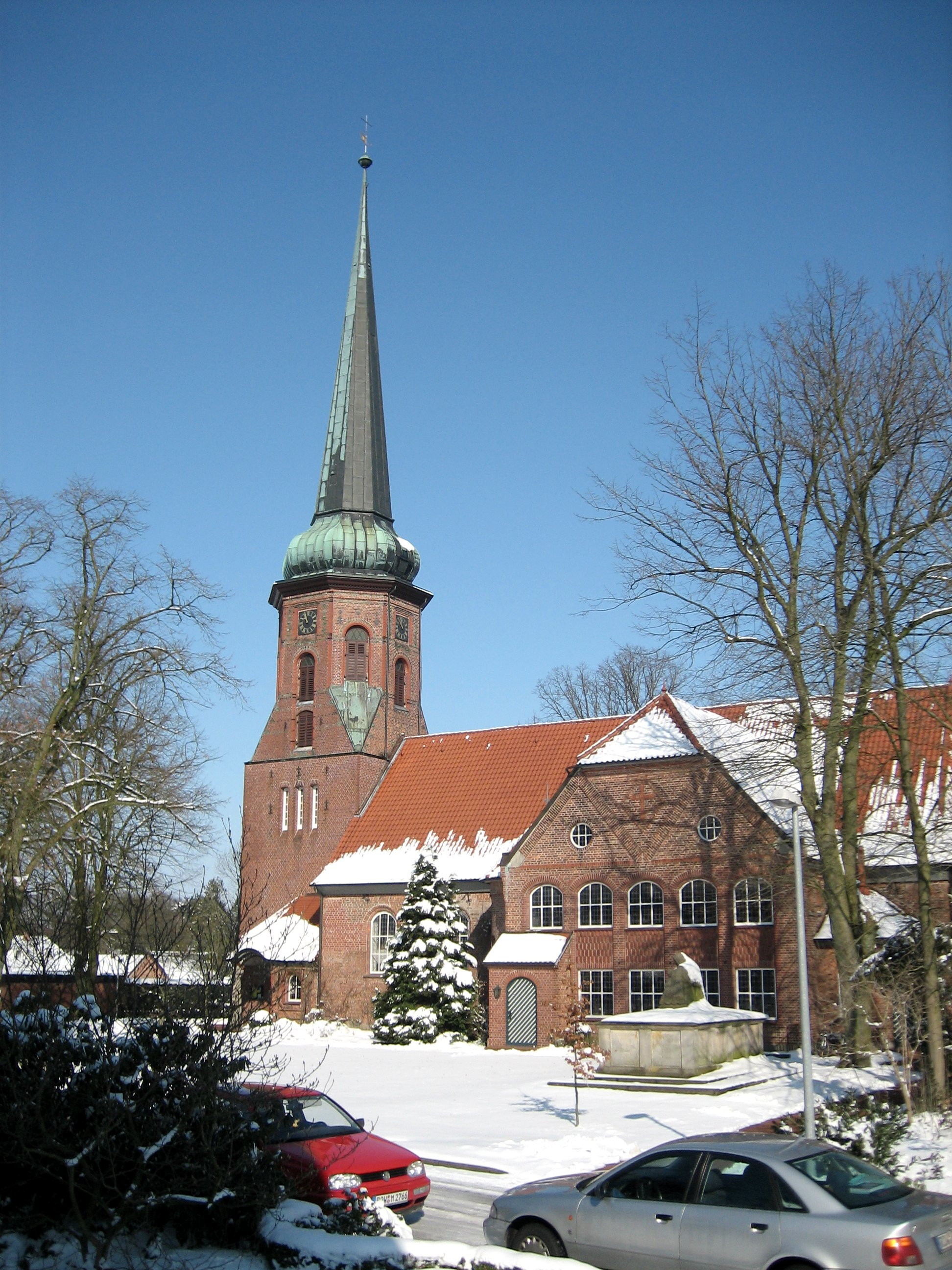
Kościół św. Dionizego z XIII wieku

## Zabytki
Do ciekawych obiektów historycznych w Sittensen można zaliczyć: 
- kościół pw. św. Dionizego (St. Dionysius-Kirche) z XIII wieku
- wiatrak typu holenderskiego z 1806 roku
- wieża ciśnień (z roku 1905) służąca obecnie jako punkt obserwacyjny